# Линь, Анастасия
Анастасия Линь (кит. 林耶凡, пиньинь Lín Yēfán, палл. Линь Ефань; род. 1 января 1990) — канадская актриса и модель китайского происхождения, обладательница титулов на конкурсах красоты и правозащитница.
Анастасия выиграла титул Miss World Canada в 2015 году, и должна была представлять Канаду на конкурсе Miss World 2015 в Китае, но власти КНР отказали ей в визе, объявив девушку персоной нон грата. Известие об отказе в участии в конкурсе, а также её дальнейшая попытка въехать в КНР через Гонконг, в течение нескольких недель, привлекали внимание мировой прессы, что привело к появлению статьи о возникшей ситуации. Статья была опубликована в The New York Times, а также в других авторитетных газетах. Большая часть публикаций восхваляла певицу за храбрость и «сопротивление тирании», используя новую форму — конкурс красоты. Её деятельность была освещена как «искренняя защита свободы совести». Аналитики заподозрили, что причина отказа во въезде в КНР связана с деятельностью Линь по защите прав человека в Китае и соответствующим выбором ролей в кино.
Анастасия представляла Канаду на Miss World 2016 в Вашингтоне, округ Колумбия.
Она является выпускницей университета Торонто (со степенью бакалавра в области искусствоведения) и построила свою карьеру снимаясь в фильмах, посвященных нарушению прав человека в Китае. В январе 2016 года Анастасия была добавлена в список «Топ-25 до 25 лет» MTV Fora. В июне 2016 года она выиграла премию Leo Awards за лучшую женскую роль в фильме «Окровавленное лезвие».

## Биография

### Начало жизненного пути и образование
Анастасия Линь родилась в Китае в уезде Аньсян провинции Хунань, где она ходила в начальную школу, пока не переехала в Торонто (Канада) с матерью в возрасте 13 лет.
Отец девушки является генеральным директором крупной компании, которая поставляет медицинское оборудование, мобильные телефоны Samsung и другую продукцию в Китай.
Мать певицы работала профессором в университете в Китае, преподавала экономику и международные финансы, и именно поэтому Линь в конце концов покинула страну. «Моя мать считала, что западное обучение для меня будет лучше… Я очень общительный, самоуверенный человек», сказала Линь в интервью для Macleans. Она характеризует свою мать как «маму-тигра», которая отправила её в начальную школу на два года раньше и заставила её учиться играть на классическом фортепиано с детства. Ежедневно в 6 утра Линь поднималась на гору, на вершине которой мать выкрикивала слова из английского словаря, чтобы улучшить своё произношение. Именно с той же вершины горы Анастасия и её мать смогли уловить сигнал «Голоса Америки», который запрещён в Китае.
Линь пошла в среднюю школу в Ванкувере, прежде чем переехать в Торонто. Узнав о кровавой расправе на площади Тяньаньмэнь и о преследовании Фалуньгун, она сама начала разговаривать с диссидентами. «Это действительно меня поразило и я хотела что-то сделать для них. Я слышала их истории и хотела изобразить их безнадежное положение, поскольку они остались не услышанными».

### Карьера
С начала актёрской карьеры в возрасте 7 лет, Линь сыграла в более чем 20 фильмах и телевизионных постановках. Наиболее заметно она сыграла в главных ролях в нескольких фильмах о правах человека в Китае.
В первом фильме Линь, зритель увидел её в роли ученицы, которая погибла в плохо построенной школе, которая рухнула во время землетрясения в китайской провинции Сычуань в 2008 году. В 2011 году она сыграла в Beyond Destiny, который стал лауреатом премии «Золотая пальма» на Международном кинофестивале в Мексике и премии «За заслуги» на Indie Fest в Калифорнии. В 2014 году девушка сыграла репортёра Центрального телевидения Китая (CCTV) в сатирической серии «Большие шорты» («Большие шорты» — народное название главного здания CCTV). В том же году она снялась в фильме «Красный лотос», шведской постановке, основанной на событиях преследования Фалуньгун компартией в Китае. Её последний фильм «Край, что кровоточит», созданный создателем фильма Human Harvest отмеченного наградой Peabody Award, представляет собой триллер, основанный на реальных событиях, где Анастасия играет человека, который практикует Фалуньгун. Фильм был создан в 2016 году.

### Участие в шоу
Анастасия Линь участвовала в конкурсах красоты в течение нескольких лет, выиграв Мисс Мира Канада в 2015 году. Двумя годами ранее, в 2013 году в этом же конкурсе она получила второе место. Соревнуясь за первое звание Мисс Мира Канада в 2013 году, она посвятила свою фортепианную композицию «тем, кто потерял жизнь за свою веру и миллионам людей, которые до сих пор борются за свою веру сегодня». Заявка девушки на участие в конкурсе 2015 года содержала в себе видео с пожеланиями «света и смелости тем, кто всё ещё находится в темноте».

### Отказ в участии в конкурсе Мисс Мира 2015
В конце ноября, после того, как Анастасия Линь не получила письмо-приглашение от правительства КНР, которое бы поддержало бы её запрос на получение визы для участия в конкурсе Мисс Мира 2015, она сделала вывод, что ей отказано в праве участвовать в конкурсе. Она предположила, что причиной стали её открытые речи относительно нарушений прав человека в Китае.
Позже факт запрета был подтверждён, поскольку сотрудники посольства Китая в Оттаве объявили её персоной нон грата, в то время, когда девушка направлялась в Гонконг. Анастасия сначала надеялась воспользоваться специальной визовой политикой провинции Хайнань для канадских граждан и пыталась переехать в Санья из Гонконга самолётом Cathay Pacific из Канады. 26 ноября 2015 года сотрудники аэропорта Гонконга сообщили Линь, что ей не будет выдана виза для посадки в Санья, подтверждая отказ во въезде в КНР. Китайские чиновники иммиграционной службы не предоставили каких-либо оснований для отказа. В электронном письме Globe and Mail, что касается статуса Линь, китайское посольство в Канаде заявило, что «Китай не позволяет любой персоне нон грата приехать в Китай».

### Реакция
Отказ Анастасии Линь в участии в конкурсе красоты привёл к значительному вниманию СМИ. Редакция Washington Post заявила, что «мы … считаем, что режим [компартии] действительно грозит любому, кто не придерживается его линии. Генеральный секретарь Си Цзиньпин и его политбюро утверждают, что они хотят рыночных реформ, но одновременно они закручивают винты гражданскому обществу, интернет-дебатам, СМИ, независимым церквям или любому, кто может бросить вызов Коммунистической партии». Он добавил, что этот подход, в долгосрочной перспективе, «может нанести вред самому Китаю, поскольку режим становится всё более хрупким, изолированным и напуганным».
Пей Миньсинь (эксперт в вопросах осуществления власти в КНР, отношениям между США и Азией и демократизацией в странах, которые развиваются) сказал что, то, как правительство КНР ведет себя с Анастасией Линь, является реальной демонстрацией взаимоотношений в Китае. «Они знают, что люди будут трястись за свои толстые чековые книжки и продолжать бить поклоны власти» и этот способ обращения с известным человеком «является частью более широкой стратегии — сдерживания потенциальных критиков [власти]».
Дэвид Фейт в Wall Street Journal назвал дело «окном в репрессии Пекина и паранойей». Он назвал ответ китайского правительства Анастасии Линь «официальным бандитизмом».
Националистическая газета Global Times, управляемая прокоммунистическим китайским изданием «Жэньминь жибао», заявила, что Линь «была сбита с толку ложными ценностями» и «не имеет правильного понимания страны, в которой родилась». После заявления Global Times, газета Globe and Mail опубликовала альтернативное мнение: «Китай видит королеву красоты и убегает от неё», и «совершенно несправедливо не допустить госпожу Линь участвовать в конкурсе своего призвания за свои политические убеждения. Но она вполне может быть спокойна, зная, что одной только угрозы своего присутствия было достаточно, чтобы заставить дрожать от страха мировую державу».
Джефф Джейкоби, автор в The Boston Globe, заявил: «Тоталитарные режимы ничем не гнушаются — ни политическим манипулированием международного конкурса красоты, ни криминализацией тихой медитации, или даже шантажом отца, с целью сломить дух дочери. Противостоять таким режимам нелегко. Королева красоты имеет мужество и благородные манеры, поэтому официальный Китай боится её слова со сцены. Другая молодая женщина, возможно, и получит корону королевы красоты, но Анастасия Линь по праву её уже получила».

## Защита прав человека
Активная деятельность Линь за права человека стала результатом её реакции на «идеологическую обработку», которую власти Китая заставляют испытать всех граждан страны. В Китае, будучи школьницей, Линь была членом «пионерской» организации, что является составным элементом компартии Китая. Она была в студенческом совете, учась в колледже, помогала распространять пропаганду против Фалуньгун. «Будучи школьницей, мне государство промывало мозги. Даже первая песня, которую мы пели в детском саду, была о „славной“ коммунистической партии. Я была гордым маленьким коммунистом, и учила своих одноклассников становиться предателями».
В интервью The New York Times она сказала: "Одна из первых песен, которую мы выучили в детском саду называлась «Коммунистическая партия ближе мне, чем мама». Когда Анастасия добралась до Канады, её мама предложила ей ознакомиться с альтернативными точками зрения. «Моя мама показала мне много вещей, которые не показывают в Китае, такие как подавление студентов на площади Тяньаньмэнь в 1989 году, преследование Фалуньгун и тибетский вопрос. Я чувствовала себя такой обманутой, чувствовала, что моя жизнь была наполнена ложью в течение 13 лет».
Анастасия Линь — практикующая по системе Фалуньгун. Она активно выступает против нарушений прав человека в КНР, особенно в отношении преследования практикующих Фалуньгун. В 2012 году она стала одной из одиннадцати человек, которые были выбраны для встречи с министром иностранных дел Джоном Бэрдом после создания Канадского отделения касаемо свободы вероисповедания. Ранее Анастасия была одной из десяти молодых лидеров, которые встречались с секретарём министра иностранных дел Бобом Дехертом, для консультации по тому же вопросу. Канадские телевизионные репортёры связывают её победу на конкурсе Мисс Мира 2015 с её активной и неравнодушной позицией относительно прав человека.
Из-за активности Линь, агенты госбезопасности Китая угрожали её отцу, пытаясь заставить его разорвать с ней все контакты. «Вскоре после моей победы, мой отец в Китае начал получать угрозы от агентов госбезопасности за мою правозащитную деятельность», — писала Линь в «Вашингтон пост», — «Конечно, опасаясь за свой бизнес, мой отец попросил меня прекратить выступать за права человека. Он сказал мне, что если я не остановлюсь, то наши пути разойдутся».
В июле 2015 года Анастасия Линь была приглашена для дачи показаний перед Конгрессом США на тему «Религия с „китайской спецификой“: преследование и контроль в Китае Си Цзиньпина». Выступая перед Исполнительной комиссией Конгресса по Китаю, Линь сказала, что запугивание и угрозы, которым подвергается её отец, является обычным явлением. «Хорошие люди, такие как мой отец, законопослушные граждане и честные бизнесмены, теперь отец боится разговаривать со своей дочерью, которую когда-то поддерживал во всём … теперь вынужден оставить её на произвол судьбы … Господин председатель, я надеюсь, что Вы понимаете, что это касается не только меня, а многих американских и канадских граждан. Те китайцы, которые осмеливаются высказывать свое мнение, знают, что их близкие, находящиеся в пределах досягаемости режима в Китае, могут заплатить за это высокую цену».
Анастасия Линь также высказывалась за свободу слова в Китае в других интервью для СМИ. Она была спикером на Женевском саммите 2016 года по правам человека и демократии.

## Общественная деятельность
Вскоре после того, как ей запретили приезжать в Китай, «средства массовой информации со всего мира поспешили связаться с Линь, чтобы обсудить её точку зрения по поводу злоупотребления Китаем в отношении прав и свобод своих граждан», — пишет Quartz.
New York Times пишет, что это противоречие мгновенно дало ей определённую репутацию. «Линь, похоже, стала пиар-кошмаром для Пекина» … Она харизматична, умна и хорошо держится на публике. Её столкновения с правительством Китая — будто «бой Давида и Голиафа» — привлекло внимание средств массовой информации и легионы поклонников по всему миру, предоставив ей широкие возможности, чтобы говорить о заключении и пытках, которым подвергаются последователи Фалуньгун в Китае".
Анастасия Линь была приглашена выступить на официальном обеде в Национальном пресс-клубе — западе, который освещается Forbes и USA Today.
Помимо своей актёрской и правозащитной деятельности, Линь сама стала знаменитостью. В январе 2016 года она была названа MTV Fora одной из лучших «25 до 25 лет», в этот список также вошли Малала, Селена Гомес и Кайли Дженнер. Журнал Flare представил Анастасию Линь в «Toп 60 до 30» в категории активистов, и Мари Клэр объявила её как «Королеву красоты Badass» в интервью о её работе, после появления Анастасии на дебатах в Оксфордском университете. "На протяжении всей моей поездки я встречала многих людей, которые смотрели на меня словно говоря, что «какие аргументы она может привести на этих дебатах?» — сказала Анастасия Линь в интервью Мари Клер. — «Но настоящая сила приходит, когда вы ломаете этот стереотип и удивляете людей, которые недооценивают вас. Я обрабатываю все свои исследования и встречаюсь с жертвами [преследований в КНР] о которых рассказываю».
В мае 2016 года Линь участвовала в Форуме свободы (Oslo Freedom Forum) в Осло, где выступила с речью о Фалуньгун, о [насильственное] извлечении органов и положением со свободой веры в КНР. Джей Нордлингер из National Review написал, что она «необычная личность», и взял у неё интервью[37].
В декабре 2018 года Анастасия Линь стала послом Института Макдональда-Лорье.